# Leichtathletik-Weltmeisterschaften 2011/Teilnehmer (Sri Lanka)
| Goldmedaillen | Silbermedaillen | Bronzemedaillen |
| ------------- | --------------- | --------------- |
| —             | —               | —               |

Der Leichtathletik-Verband Sri Lankas stellte bei den Leichtathletik-Weltmeisterschaften 2011 im südkoreanischen Daegu eine Teilnehmerin und einen Teilnehmer.

## Ergebnisse

### Männer

#### Laufdisziplinen
| Athlet                   | Disziplin | Vorlauf        | Vorlauf | Halbfinale  | Halbfinale | Finale             | Finale             |
| Athlet                   | Disziplin | Zeit           | Platz   | Zeit        | Platz      | Zeit               | Platz              |
| ------------------------ | --------- | -------------- | ------- | ----------- | ---------- | ------------------ | ------------------ |
| Chaminda Indika Wijekoon | 1500 m    | 3:39,61 min NR | 7       | 3:44,81 min | 12         | nicht qualifiziert | nicht qualifiziert |

### Frauen

#### Laufdisziplinen
| Athletin          | Disziplin    | Vorlauf | Vorlauf | Halbfinale         | Halbfinale         | Finale             | Finale             |
| Athletin          | Disziplin    | Zeit    | Platz   | Zeit               | Platz              | Zeit               | Platz              |
| ----------------- | ------------ | ------- | ------- | ------------------ | ------------------ | ------------------ | ------------------ |
| Christine Merrill | 400 m Hürden | 57,05 s | 27      | nicht qualifiziert | nicht qualifiziert | nicht qualifiziert | nicht qualifiziert |